# Union des médecins de Turquie
L'Union des médecins de Turquie (en turc : Türk Tabipleri Birliği ou TTB) est une association syndicale turque. Elle compte plus de 110 000 médecins, c'est-à-dire environ 80 % du corps de métier, en son sein et est affiliée à l'Association médicale mondiale. Elle a été créée en 1953 à Istanbul et son siège social s'est localisé à Ankara à partir de 1983. Son but est notamment de défendre et représenter ses membres, de promouvoir le domaine de la médecine ou plus globalement de la santé et de discuter de l'évolution des règles éthiques liées à la profession.

## Liste des présidents
- depuis 2020: Prof. Dr. Şebnem Korur Fincancı
- 2018–2020: Prof. Dr. Sinan Adıyaman
- 2016–2018: Prof. Dr. Raşit Tükel
- 2014–2016: Dr. Bayazıt İlhan
- 2012–2014: Prof. Dr. Ahmet Özdemir Aktan
- 2010–2012: Dr. Eriş Bilaloğlu
- 2006–2010: Prof. Dr. Gençay Gürsoy
- 1996–2006: Dr. Füsun Sayek
- 1990–1996: Dr. Selim Ölçer
- 1984–1990: Prof. Dr. Nusret Fişek